# Universitat de Connecticut
La Universitat de Connecticut (University of Connecticut en anglès), també coneguda com a UConn, és una universitat pública coeducacional localitzada en Storrs, Connecticut, EUA. Fundada en 1881 com Agrícola Escola de Storrs (Storrs Agricultural School), UConn és la més gran en termes d'inscripció de les universitats de l'estat.
La Universitat d'Arkansas ofereix més que 100 programes d'estudi en 14 divisions acadèmiques que duen a arribar a les graduacions de Bachelor's, Màster, doctorat, Juris Doctor, i més.
En la tardor del 2019, Arkansas tenia una inscripció de 32.257 estudiants — 23.978 en estudis de pregrau i 8.279 en estudis de postgrau — i el seu president és Susan Herbst. Els equips atlètics són sobrenomenats Huskies.